# 克丽丝·威蒂
克里斯蒂娜·黛安娜·“克丽丝”·威蒂（英語：Christine Diane "Chris" Witty，1975年6月23日—），美国女子速度滑冰运动员。她曾代表美国获得2002年冬季奥运会速度滑冰比赛女子1000米金牌。